# Mode graphique
En informatique, le mode graphique, par opposition au mode texte, est un type d'affichage sur écran constitué de pixels, au lieu de caractères.
Les pixels sont adressés individuellement sous forme de lignes et de colonnes dans un espace de couleurs prédéfinis, qui peut être choisi entre 2 couleurs (singulièrement appelé monochrome) et plusieurs milliards de couleurs (24 bits d'information par couleur avec certaines cartes professionnelles).
Le mode le plus répandu étant le mode RGB, codant les couleurs sur 24 bits par pixel, chacun représentant une intensité rouge, bleue ou verte sur 224 (2 à la puissance 24) soit 16,8 millions de couleurs différentes.
On peut rajouter à ce codage 8 bits, destiné à représenter la transparence des couleurs ; on parle alors de mode RGBA (qui est codé sur 32 bits, comme Windows Vista, 7).
Le mode graphique est désormais utilisé dans une grande variété d'applications, y compris les jeux vidéo, la modélisation 3D, la conception graphique, et les interfaces des systèmes d'exploitation modernes.

## Résolutions et densité de pixels
L'affichage graphique repose également sur la notion de résolution, qui désigne le nombre de pixels affichés à l'écran. Une résolution élevée permet d'afficher plus de détails, mais demande plus de ressources matérielles. Les résolutions les plus courantes varient entre la définition de base HD (720p), Full HD (1080p), 4K, et jusqu'à des résolutions plus avancées comme 8K.
La densité de pixels (PPI - Pixel per inch) est également un facteur déterminant pour la qualité de l'affichage, en particulier sur les écrans de petits appareils comme les smartphones et tablettes.

## Technologies d'affichage
Les écrans modernes utilisent plusieurs technologies d'affichage, comme Écran_à_cristaux_liquides (Liquid Crystal Display), OLED (Organic Light Emitting Diode) et AMOLED (Active Matrix Organic LED). Ces technologies influencent non seulement la qualité des couleurs, mais aussi la consommation d'énergie et la durée de vie des écrans. Les écrans OLED, par exemple, offrent des noirs plus profonds et une meilleure reproduction des couleurs, ce qui est particulièrement apprécié dans les dispositifs portables.

## Evolution des cartes graphiques
Les cartes graphiques (ou GPU pour Graphics Processing Unit) ont également beaucoup évolué. Initialement, elles étaient principalement utilisées pour afficher des images en 2D, mais elles sont devenues essentielles pour le rendu de scènes en 3D, les calculs parallèles, et des applications de plus en plus exigeantes en matière de performances, comme les jeux vidéo de nouvelle génération et les simulations 3D. Les cartes graphiques modernes sont désormais capables de gérer des effets complexes tels que le ray tracing et de manipuler de vastes ensembles de données pour des applications professionnelles en modélisation et en animation.
C'est le type d'affichage le plus utilisé actuellement par les utilisateurs d'ordinateurs.